# Limasawa
Limasawa là một đô thị hạng 6 ở trên hòn đảo cùng tên ở tỉnh Nam Leyte, Philippines. Theo điều tra dân số năm 2000 của Philipin, đô thị này có dân số 5.157 người trong 1.108 hộ.

## Các đơn vị hành chính
Limasawa được chia thành 6 barangay.
- Cabulihan
- Lugsongan
- Magallanes
- San Agustin(Tawid)
- San Bernardo(Tigib)
- Triana